# Argentinala cristinae
Argentinala cristinae (лат.) — вид ископаемых стрекозообразных насекомых из отложений каменноугольного периода Аргентины (Guandacol Formation, серпуховский ярус, возраст около 325—324 млн лет), единственный в составе монотипических рода Argentinala и семейства Argentinalidae. Выделен в отдельный отряд Argentinoptera в надотряде Odonatoptera.

## Описание
Стрекозообразные насекомые средних размеров, размах крыльев около 10 см (у наилучшего сохранившегося отпечатка 93,7 мм), размеры одного крыла 44,5 x 12,3 мм.

## Систематика и этимология
Вид был впервые описан в 2016 году аргентинскими палеонтологами Julián F. Petrulevičius и Pedro R. Gutiérrez (Аргентина) по отпечаткам крыльев (голотип), обнаруженным на северо-западе Аргентины в провинции Ла-Риоха (Quebrada de las Libélulas, Cerro Guandacol, ≈60° ю. ш.). Возраст находки определён как средний карбон (серпуховский ярус, около 325—324 млн лет назад). Вид был назван в честь политика Кристины Киршнер (Cristina Fernández de Kirchner), президента Аргентины в 2007—2015 годах за её личное содействие в работе. Отряд Argentinoptera получил своё имя в честь Аргентины.